# Dryadella espirito-santensis
Dryadella espirito-santensis là một loài thực vật có hoa trong họ Lan. Loài này được (Pabst) Luer mô tả khoa học đầu tiên năm 1978.